# Bat Khela
Batkhela (em inglês:  Batkhela) é uma cidade do Paquistão localizada na província de Caiber Paquetuncuá. De acordo com o censo de 2017, Batkhela possuí uma população de 67 686 habitantes.